# Memduh Şevket Esendal

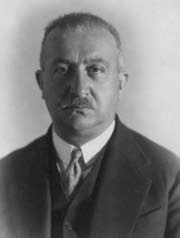
Memduh Şevket Esendal

Memduh Şevket Esendal (* 29. März 1883 in Çorlu; † 16. Mai 1952 in Ankara), war ein türkischer Schriftsteller, Diplomat und Politiker. Als Verfasser von drei Romanen und zahlreichen Kurzgeschichten und Erzählungen gehört er zu den bedeutendsten Autoren der türkischen Literatur in der ersten Hälfte des 20. Jahrhunderts. Zu Lebzeiten war er vor allem durch seine politischen Ämter als türkischer Botschafter in Baku, Teheran und Kabul und Generalsekretär der CHP bekannt.

## Leben
Memduh Şevket Esendal wurde am 29. März 1883 in Çorlu als zweiter von drei Söhnen einer rumelischen Bauernfamilie geboren. Sein eigentlicher Name lautete Mustafa Memduh, aber bereits während der Schulzeit verwendete er nur den Namen Memduh und ergänzte ihn mit Şevket, dem Vornamen seines Vaters. Nach Einführung des Familiennamensgesetzes nahm er 1936 auf Vorschlag von İsmet İnönü den Nachnamen Esendal an.
Memduh Şevket Esendal besuchte Grund- und Mittelschulen in Çorlu und lernte zwei Jahre an einer höheren Schule in Edirne. Aufgrund mehrerer, auch finanzieller Schwierigkeiten konnte er keine abgeschlossene Schulausbildung erhalten. Französisch, Russisch und Persisch erlernte er im Selbststudium.
1906 trat Memduh Şevket Esendal dem Komitee für Einheit und Fortschritt bei. Ein Jahr später starb sein Vater und Memduh Şevket Esendal musste für den Lebensunterhalt seiner Familie sorgen.
Nach der jungtürkischen Revolution im Jahr 1908 wurde er vom Komitee für Einheit und Fortschritt in die Inspektionsbehörde von Istanbul berufen und bereiste als Inspektor Rumelien und Anatolien.
1909 heiratete Esendal seine Cousine. Seine beiden Söhne wurden 1912 und 1915 und seine Tochter wurde 1923 geboren.
Während des Balkankriegs zog die Familie von Çorlu nach Istanbul und wieder zurück. Zu Beginn des Ersten Weltkriegs musste die Familie ganz nach Istanbul auswandern und verlor dabei ihr gesamtes Vermögen.
1918 wurde Memduh Şevket Esendal als Mitglied des inzwischen aufgelösten Komitees für Einheit und Fortschritt von der Istanbuler Regierung verfolgt. Ihm gelang aber während der Besetzung Istanbuls durch die Alliierten die Flucht nach Italien. 1919 kehrte er zurück, ging nach Ankara und stellte sich während des Türkischen Befreiungskrieges an die Seite Mustafa Kemal Atatürks. Nach Gründung der Großen Nationalversammlung der Türkei wurde Memduh Şevket Esendal 1921 als erster Abgesandter der provisorischen Regierung in Ankara Botschafter in Baku und begleitete dieses Amt bis 1924. Nach seiner Rückkehr in die Türkei unterrichtete er 1925 an den Istanbuler Gymnasien Kabataş (Kabataş Erkek Lisesi) und Galatasaray Geografie. 1926 wurde er in die Botschaft von Teheran berufen und war dort bis 1930 eingesetzt.
1930 wurde Memduh Şevket Esendal in den Zentralrat der CHP aufgenommen. Zwischen 1931 und 1933 war er als Abgeordneter von Elazığ in der Großen Nationalversammlung der Türkei tätig.
1933 erfolgte seine Ernennung zum Botschafter in Kabul. Diese Funktion übte er bis 1941 aus.
Nach seiner Rückkehr aus Kabul wurde Memduh Şevket Esendal als Abgeordneter von Bilecik in die Türkische Große Nationalversammlung gewählt. Zwischen 1942 und 1945 war er Generalsekretär der CHP. 1945 beendete er seine politische Laufbahn, um sich ganz seinem literarischen Schaffen zu widmen.
Memduh Şevket Esendal starb am 16. Mai 1952 und wurde auf dem Städtischen Friedhof Cebeci in Ankara beerdigt.

## Schaffen
Es ist nicht bekannt, seit wann Memduh Şevket Esendal Geschichten verfasst hat. Da er seinen Namen als Politiker nicht für seine schriftstellerische Tätigkeit nutzen wollte, veröffentlichte er seine Werke unter zwölf Pseudonymen. Am häufigsten verwendete er die Kürzel M. Ş. und M. Ş. E. sowie die Künstlernamen Mustafa Yalınkat, Mustafa Memduh, M. Oğulcuk und İstemenoğlu.
Seine nunmehr ersten bekannten literarischen Texte, zwei Prosagedichte, wurden 1902 unter dem Pseudonym M. Memduh veröffentlicht. Lange Zeit wurde angenommen, dass Veysel Çavuş (Feldwebel Veysel) seine erste veröffentlichte Geschichte war. Sie erschien 1908 unter seinem Namen Memduh Şevket in der vom Komitee für Einheit und Fortschritt herausgegebenen Zeitung Tanin.
1925 gehörte Memduh Şevket Esendal zu den Mitherausgebern der politischen Wochenzeitung Meslek, in der auch viele seiner ersten Erzählungen veröffentlicht wurden. Innerhalb von 38 Wochen wurden unter dem Namenskürzel M. Ş. 35 Geschichten in dieser illustrierten Wochenschrift abgedruckt. Sein erster Roman Miras (Erbschaft) erschien zwischen Dezember 1924 und September 1925 in 38 Fortsetzungen in dieser Zeitung.
1934 wurde sein Roman Ayaşlı ile Kiracıları (Die Mieter des Herrn A.) ebenfalls unter dem Namenskürzel M. Ş. veröffentlicht. Dieser Roman belegte 1942 in dem von der CHP organisierten Romanwettbewerb den fünften Platz.
In den Jahren 1948 und 1949 wurden in der Zeitung Ulus 29 seiner Erzählungen veröffentlicht. Auch in zahlreichen anderen Zeitschriften wie Halk, Ülkü, Sanat ve Edebiyat und Seçilmiş Hikâyeler wurden seine Geschichten abgedruckt.
Aufgrund seiner zahlreich verwendeten Pseudonyme wurde Memduh Şevket Esendal als Schriftsteller erst spät bekannt.
Memduh Şevket Esendal verarbeitete in seinen Geschichten eigene Erlebnisse, Eindrücke und Beobachtungen, berichtete von Begebenheiten des täglichen Lebens und setzte sich mit dem Schicksal kleiner Leute in Dörfern und Städten auseinander. Seine Geschichten sind im Erzählstil von Anton Tschechow in einer einfachen, flüssigen Sprache verfasst. Trotzdem sind seine Texte oft tiefgründig und vieldeutig, zeigen die schönen Seiten des Lebens auf und verbreiten Hoffnung.
Obwohl er zu den wichtigsten Erzählern der türkischen Literatur gehört, gibt es noch keinen vollständigen Überblick über sein literarisches Schaffen. Zudem veröffentlichte Esendal seine Geschichten nicht nur in einschlägigen Literaturzeitschriften, sondern auch in Zeitungen und teilweise unsigniert. Bisher konnten ungefähr 200 Geschichten Memduh Şevket Esendal zugeordnet werden.
Memduh Şevket Esendal gehört zu den Autoren, deren Bücher vom türkischen Ministerium für nationale Bildung (Milli Eğitim Bakanlığı) Schülern der Sekundarstufe als 100 grundlegende Werke zur Lektüre empfohlen wurden.

## Werke (Auswahl)
Romane
- Ayyaşlı ve Kiracıları. Vakit Matbaası, İstanbul 1934.
- Vassaf Bey. Bilgi Yayınevi, Ankara 1983.
- Miras. Bilgi Yayınevi, Ankara 1988.

Erzählbände
- Hikâyeler I.	Ulus Basımevi, Ankara 1946.
- Hikâyeler II.	Ulus Basımevi, Ankara 1946.
- Otlakçı. Dost Kitabevi, Ankara 1958.
- Temiz Sevgiler. Dost Kitabevi, Ankara 1965.
- Ev Ona Yakıştı. Dost Kitabevi, Ankara 1971.
- Mendil Altında. Bilgi Yayınevi, Ankara 1983.
- Bir Kucak Çiçek. Bilgi Yayınevi, Ankara 1984.
- Hava Parası. Bilgi Yayınevi, Ankara 1984.
- İhtiyar Çilingir. Bilgi Yayınevi, Ankara 1984.
- Veysel Çavuş. Bilgi Yayınevi, Ankara 1984.
- Kelepir. Bilgi Yayınevi, Ankara 1986.

Lebenserinnerungen
- Tahran Anıları ve Düşsel Yazılar. Bilgi Yayınevi, Ankara 1999.

Briefe
- Kızıma Mektuplar (Briefe an meine Tochter). Bilgi Yayınevi, Ankara 2001.
- Oğullarıma Mektuplar (Briefe an meine Söhne). Bilgi Yayınevi, Ankara 2003.

Auf Deutsch erschienen bisher:
- Die Mieter des Herrn A. Aus dem Türkischen von Carl Koß. Mit einem Nachwort von Monika Carbe. Türkische Bibliothek im Unionsverlag, Zürich 2009, ISBN 978-3-293-10015-2.
- Von Heuverkäufern, Glücksvögeln und Steinmörsern. Üfürükçü, Otçuluk, Taşhavan, Kısmet. Kurzgeschichten in zwei Sprachen (Deutsch und Türkisch). Aus dem Türkischen von Attila Babadostu, Dimitri Gül, Iskender Kantemur, Melanie Langsenlehner, Julia Margiol, Lisa Teichmann. Verlag Literaturca, 2015, ISBN 978-3-935535-36-6.